# Hans Eicke
Hans Eicke (né le 1er décembre 1884 à Berlin et décédé dans la même ville le 22 août 1947) est un athlète allemand spécialiste du 100 mètres. Affilié au Berliner SC, il mesurait 1,69 m pour 58 kg.

## Biographie

### Palmarès
| Date | Compétition           | Lieu    | Résultat | Épreuve       | Performance  |
| ---- | --------------------- | ------- | -------- | ------------- | ------------ |
| 1908 | Jeux olympiques d'été | Londres | 2e       | Relais medley | 3 min 32 s 4 |

### Records
| Épreuve    | Performance | Lieu | Date |
| ---------- | ----------- | ---- | ---- |
| 100 mètres | 11 s 2      |      | 1908 |